# 凌霄 (1875年)
凌霄（1875年7月—1951年3月），原名时雍，字汉周，贵州贵定县城关镇人。中国民主革命家。

## 生平
1908年，他经地方保送到贵州陆军小学堂第三期就读，在校期间他加入貴州自治學社。1910年他毕业，1911年他加入中国同盟会。1911年辛亥革命中，陆军学堂和新军营发动反清起义。張百麟等光復貴州，成立大漢貴州軍政府，凌霄任軍政府轄軍第三營營長。唐继尧的滇軍占领貴陽后，凌霄率部退往湖南，駐常德城郊。其部被編為北伐軍四十二旅八十四團二營，歸陸軍部領導，属杨荩诚部。此后不久凌霄升任八十四團團長。
1913年7月二次革命爆發，他和席正铭等人奉孙中山的命令到淮北组织平淮軍，反对袁世凯。他率军在青江浦、鹽城一帶轉戰。战斗失利后，他到南京，在討伐總司令黃興部任十八大隊隊長，任内曾经和袁世凱、張勛、馮國璋等部在南京紫金山、雨花臺等处激战。
1914年，中华革命党张百麟等人接到贵州的报告，得知袁世凯将原贵州都督杨荩诚在上海所购的军械调拨给护军使刘显世，该批军械将取道湘西运往贵州。孙中山等遂派凌霄潜赴湖南，组织劫夺军械，并就地起义。凌霄到常德后，准备了两个方案，一是起义成功便占领湘西，二是起义不成便炸毁该批军械。因事泄，起义未举行便被镇压，凌霄、欧阳煜、李贵成（惠臣）、田文魁（云卿）等七人在常德被汤芗铭部逮捕，后于6月22日被执行枪决。
他在被捕后的供词如下：
四、凌霄供：年二十三岁，贵州人，陆军第一期武备学生。我与欧阳煜素识，欧阳煜实是运动军人希图起事，我只帮伊等筹划进行。尚未举事，致被拿获。所供是实。
他在常德同其他人一起被枪毙后，幸而中弹未死，夜里苏醒，得当地农民救治，后赴上海、日本治疗。1914年7月，他在东京参加了孙中山主持召开的中华革命党成立大会。1915年，孙中山任命凌霄为中华革命党贵州支部长。1917年，凌霄随孙中山到广州，开展护法运动。1918年4月，孙中山任命凌霄为大元帅府参军。1924年，中国国民党第一次全国代表大会在广州召开，凌霄为贵州的四名代表之一，会后他担任贵州支部长。1928年，国民政府定都南京，凌霄任中央党史编委会委员。
1951年3月，凌霄逝世。

## 著作
- 贵州革命史
- 平原各县之变乱记